# Damias pseudaffinis
Damias pseudaffinis là một loài bướm đêm thuộc phân họ Arctiinae, họ Erebidae.